# Прэтт, Крис
Кри́стофер Майкл Прэтт (также Пратт, англ. Christopher Michael Pratt; род. 21 июня 1979, Верджиния, Миннесота, США) — американский актёр. Известен главными ролями Питера Квилла / Звёздного Лорда в Кинематографической вселенной Марвел, Оуэна Грэйди в трилогии «Мир юрского периода»: «Мир юрского периода», «Мир юрского периода 2», «Мир юрского периода: Господство» и Джима Престона в фильме «Пассажиры».

## Ранние годы
Крис Прэтт родился 21 июня 1979 года в городе Верджиния, штат Миннесота. Его мать, Кэти Прэтт, работала в сети супермаркетов «SafeWay», а отец, Дэн Прэтт, работал на золотой шахте и немного позже стал заниматься реконструкцией домов. Прэтт провёл детство и юность в штате Вашингтон, в старшей школе занимался борьбой.

## Карьера
По окончании школы Прэтт поступил в колледж, покинув его после окончания первого семестра. В результате он работал продавцом билетов и стриптизёром, но стал бездомным. Спать ему зачастую приходилось в фургоне и в палатке на пляже. 19-летнего Прэтта заприметила актриса Рэй Дон Чонг, и в 2001 году он получил свою первую роль в сериале «Любовь вдовца», после чего был приглашён на съёмки сериала «Одинокие сердца». На первых порах Крис зарекомендовал себя как телевизионный актёр и в кино дебютировал лишь в 2005 году в фильме «Freeвольная жизнь» (англ. Strangers with Candy).
Крис Прэтт пробовался на главную роль в фильме Джеймса Кэмерона «Аватар», но она досталась Сэму Уортингтону. Вместо этого Прэтт снялся в картинах «Война невест» и «Тело Дженнифер».
В 2011 году у актёра были проблемы с избыточным весом, но заручившись поддержкой жены, он скинул 14 кг и был утверждён на роль Скотта Хэттеберга в фильме «Человек, который изменил всё», которая впоследствии прославила его в большом кино. Вскоре Прэтту нужно было набрать вес для фильма «10 лет спустя», а уже в 2013 году актёр получил роль в фильме Кинематографической вселенной Марвел «Стражи Галактики», ради которой сбросил 27 килограммов веса.
Вскоре Прэтт подписался на главную роль в фантастическом фильме «Мир юрского периода».
В 2014 году озвучил главную роль в анимационном фильме «Лего Фильм», за который был номинирован на премию Teen Choice Awards в категории «лучшее озвучивание персонажа».

## Личная жизнь
9 июля 2009 года Прэтт женился на актрисе Анне Фэрис, которую встретил на съёмках фильма «Отвези меня домой» в 2007 году. У супругов есть сын — Джек Прэтт (род. 21.08.2012). В августе 2017 года Прэтт и Фэрис объявили о расставании после восьми лет брака, а 1 декабря Крис подал на развод.
В 2018 году Прэтт начал встречаться с писательницей Кэтрин Шварценеггер. Они обручились в январе 2019 года и в июне того же года поженились. У них есть 2 дочери — Лайла Мария Шварценеггер Прэтт (род. в августе 2020) и Элоиз Кристина Шварценеггер (род. 21.05.2022).

## Фильмография
| Год       |     | Русское название                         | Оригинальное название                       | Роль                                 |
| --------- | --- | ---------------------------------------- | ------------------------------------------- | ------------------------------------ |
| 2000      | кор | Проклятые: Часть 3                       | Cursed Part 3                               | Дэйвон                               |
| 2001      | с   | Охотница                                 | The Huntress                                | Ник Оуэнс                            |
| 2002—2006 | с   | Любовь вдовца                            | Everwood                                    | Брайт Эбботт                         |
| 2006—2007 | с   | Одинокие сердца                          | The O.C.                                    | Че                                   |
| 2005      | тф  | Уничтожение                              | Path of Destruction                         | Нэйтан Маккейн                       |
| 2005      | ф   | Freeвольная жизнь                        | Strangers with Candy                        | Брэйсон                              |
| 2008      | мс  | Бэтмен                                   | Batman: The Animated Series                 | Джейк                                |
| 2008      | ф   | Особо опасен                             | Wanted                                      | Барри                                |
| 2009      | ф   | Война невест                             | Bride Wars                                  | Флетчер Флемсон, парень Эммы         |
| 2009      | ф   | Мечты сбываются                          | Deep in the Valley                          | Лестер Уоттс                         |
| 2009      | ф   | Тело Дженнифер                           | Jennifer's Body                             | Роман Дуда                           |
| 2009—2015 | с   | Парки и зоны отдыха                      | Parks and Recreation                        | Энди Дуайер                          |
| 2009      | кор |                                          | The Multi-Hyphenate                         | Крис                                 |
| 2010—2011 | мс  | Бен-10: Инопланетная сверхсила           | Ben 10: Ultimate Alien                      | Купер                                |
| 2011      | ф   | Отвези меня домой                        | Take Me Home Tonight                        | Кайл Мастерсон                       |
| 2011      | ф   | Сколько у тебя?                          | What's Your Number?                         | Мерзкий Дональд                      |
| 2011      | ф   | 10 лет спустя                            | Ten Year                                    | Калли                                |
| 2011      | ф   | Человек, который изменил всё             | Moneyball                                   | Скотт Хэттеберг                      |
| 2012      | кор |                                          | Parks and Recreation: Dammit Jerry!         | Энди Дуайер                          |
| 2012      | ф   | Немножко женаты                          | The Five-Year Engagement                    | Алекс                                |
| 2012      | ф   | Цель номер один                          | Zero Dark Thirty                            | член подразделения «морских котиков» |
| 2012      | тф  |                                          | Kinect Star Wars: Duel                      | Оби-Ван Кеноби                       |
| 2013      | кор |                                          | Mr. Payback                                 | Даррен                               |
| 2013      | ф   | Муви 43                                  | Movie 43                                    | Даг                                  |
| 2013      | ф   | Отец-молодец                             | Delivery Man                                | Бретт                                |
| 2013      | ф   | Она                                      | Her                                         | Пол                                  |
| 2014      | в   |                                          | Parks and Recreation in Europe              | Энди Дуайер                          |
| 2014      | ф   | Стражи Галактики                         | Guardians of the Galaxy                     | Питер Квилл / Звёздный Лорд          |
| 2014      | мф  | Лего Фильм                               | The Lego Movie                              | Эммет                                |
| 2015      | ф   | Мир юрского периода                      | Jurassic World                              | Оуэн Грэди                           |
| 2015      | ки  | Lego Dimensions                          | Lego Dimensions                             | Эммет, Оуэн Грэди                    |
| 2016      | ф   | Великолепная семёрка                     | The Magnificent Seven                       | Джошуа Фарадей                       |
| 2016      | ф   | Пассажиры                                | Passengers                                  | Джим Престон                         |
| 2017      | с   | Мамаша                                   | Mom                                         | Ник                                  |
| 2017      | ф   | Стражи Галактики. Часть 2                | Guardians of the Galaxy Vol. 2              | Питер Квилл / Звёздный Лорд          |
| 2018      | ф   | Мстители: Война бесконечности            | Avengers: Infinity War                      | Питер Квилл / Звёздный Лорд          |
| 2018      | ф   | Мир юрского периода 2                    | Jurassic World: Fallen Kingdom              | Оуэн Грэди                           |
| 2019      | мф  | Лего Фильм 2                             | The Lego Movie 2: The Second Part           | Эммет / Рекс Бронежилет              |
| 2019      | ф   | Мстители: Финал                          | Avengers: Endgame                           | Питер Квилл / Звёздный Лорд          |
| 2019      | ф   | Малыш Кид                                | The Kid                                     | Грант Катлер                         |
| 2020      | мф  | Вперёд                                   | Onward                                      | Барли Лайтфут                        |
| 2021      | ф   | Война будущего                           | The Tomorrow War                            | Дэн Форестер                         |
| 2022      | ф   | Мир юрского периода: Господство          | Jurassic World: Dominion                    | Оуэн Грэди                           |
| 2022      | ф   | Тор: Любовь и гром                       | Thor: Love and Thunder                      | Питер Квилл / Звёздный Лорд          |
| 2022      | тф  | Стражи Галактики: Праздничный спецвыпуск | The Guardians of the Galaxy Holiday Special | Питер Квилл / Звёздный Лорд          |
| 2022      | с   | Список смертников                        | The Terminal List                           | Джеймс Рис                           |
| 2023      | мф  | Братья Супер Марио в кино                | The Super Mario Bros. Movie                 | Марио                                |
| 2023      | ф   | Стражи Галактики. Часть 3                | Guardians of the Galaxy Vol. 3              | Питер Квилл / Звёздный Лорд          |
| 2024      | мф  | Гарфилд в кино                           | The Garfield Movie                          | Гарфилд                              |
| 2025      | ф   | Электрический штат                       | The Electric State                          | Китс                                 |
| 2025      | с   | Список смертников: Тёмный волк           | The Terminal List: Dark Wolf                | Джеймс Рис                           |
| 2026      | ф   | Милосердие                               | Mercy                                       |                                      |